# クレッセンブルンの戦い
クレッセンブルンの戦い（Schlacht bei Kressenbrunn）は、1260年7月13日に現在のオーストリア・ニーダーエスターライヒ州ゲンゼルンドルフ郡の町エンゲルハルトシュテッテンで起こった、ボヘミア王オタカル2世とハンガリー王ベーラ4世の戦闘である。

## 経過
1246年、バーベンベルク家最後のオーストリア公フリードリヒ2世が戦死してバーベンベルク家の男系男子が絶えた。相続人はフリードリヒ2世の姉マルガレーテだったが、1252年にボヘミアの王太子オタカルと結婚、オーストリアはオタカルが領有、1253年にはボヘミア王オタカル2世となった。
ハンガリー王ベーラ4世はオタカル2世のオーストリア継承に反対、フリードリヒ2世とマルガレーテの姪ゲルトルートと結婚したロマン・ダヌィーロヴィチ（ハールィチ・ヴォルィーニ大公ダヌィーロ・ロマーノヴィチの息子）を擁立してオタカル2世と対立、1254年にローマ教皇インノケンティウス4世の調停でベーラ4世の王太子イシュトヴァーン（後のイシュトヴァーン5世）がシュタイアーマルクを領有、公爵として統治することに決定、オーストリアの問題は解決すると思われた。
ところが、シュタイアーマルクの貴族がハンガリーの支配に反対し、ボヘミアの継承を望むようになると相続問題が再燃、両者はそれぞれの同盟国に呼びかけ、決着を付けようとした。
ボヘミア軍にはハンガリー、ポーランド、シュタイアーマルクの軍が合流、ハンガリー軍はボヘミア、モラヴィア、クマン人、ロシア、ブルガリア、ウクライナなどの軍勢を率いてモラヴァ川で対峙した。イシュトヴァーン王太子はモラヴァ川を渡り攻撃をかけたが、エンゲルハルトシュテッテン村でボヘミアの攻撃を受けて敗走、モラヴァ川で多くのハンガリー軍が溺死した。

## 戦争の影響
両軍の動員数と損害は諸説あるものの、オタカル2世はこの戦いでシュタイアーマルクを獲得、オーストリア全域を手に入れた。ベーラ4世はシュタイアーマルクを放棄、1261年にウィーンで講和、孫娘クンフタをオタカル2世の2番目の王妃とした（マルガレーテは同年離婚）。しかし、ハンガリーとボヘミアの敵対関係は収まらず、この後も不穏な関係は続いた。